# Harum Scarum (álbum)
Harum Scarum es el vigésimo cuarto álbum de estudio del músico y cantante estadounidense Elvis Presley, publicado por la compañía discográfica RCA Victor en noviembre de 1965. Las sesiones de grabación tuvieron lugar en el RCA Studio B de Nashville, Tennessee los días 24, 25 y 26 de febrero de 1965. El álbum alcanzó el puesto ocho en la lista estadounidense Billboard 200.

## Contenido
Aunque 1965 había visto la publicación de Elvis for Everyone!, un álbum de estudio con grabaciones de un periodo de diez años, Presley regresó a la rutina de grabar bandas sonoras de sus largometrajes. Elvis continuó quejándose sobre el material y la continua presión puso a los compositores acorralados por Freddy Bienstock —el equipo compositivo de Gian, Baum y Kaye habían proporcionado 17 de las 47 canciones de las últimas cuatro bandas sonoras— , pero siguió adelante. Sin embargo, las ventas de Presley siguieron disminuyendo, de forma similar a la venta de entradas en taquilla.
Presley grabó once canciones para Harum Scarum, todas ellas utilizadas en la banda sonora y solo dos omitidas de la película. Al igual que con Roustabout, ningún sencillo fue publicado de forma conjunta con el álbum. Un sencillo usando el tema «Tell Me Why», con «Blue River» como cara B, fue publicado un mes después, procedentes de las sesiones de mayo de 1963. El sencillo solo alcanzó el puesto 33 en la lista Billboard Hot 100, la posición más baja en la carrera musical de Presley hasta la fecha.

## Lista de canciones
| Cara A |                         |                                        |          |  |
| N.º    | Título                  | Escritor(es)                           | Duración |  |
| 1.     | «Harem Holiday»         | Peter Andreoli, Vince Poncia           | 2:18     |  |
| 2.     | «My Desert Serenade»    | Stanley J. Gelber                      | 1:47     |  |
| 3.     | «Go East - Young Man»   | Bernie Baum, Bill Giant, Florence Kaye | 2:16     |  |
| 4.     | «Mirage»                | Joy Byers                              | 2:25     |  |
| 5.     | «Kismet»                | Sid Tepper, Roy C. Bennett             | 2:08     |  |
| 6.     | «Shake That Tambourine» | Bernie Baum, Bill Giant, Florence Kaye | 2:02     |  |

| Cara B |                                        |                                        |          |  |
| N.º    | Título                                 | Escritor(es)                           | Duración |  |
| 1.     | «Hey Little Girl»                      | Bernie Baum, Bill Giant, Florence Kaye | 2:15     |  |
| 2.     | «Golden Coins»                         | Bernie Baum, Bill Giant, Florence Kaye | 1:54     |  |
| 3.     | «So Close, Yet So Far (From Paradise)» | Joy Byers                              | 3:01     |  |
| 4.     | «Animal Instinct»                      | Bernie Baum, Bill Giant, Florence Kaye | 2:13     |  |
| 5.     | «Wisdom of the Ages»                   | Bernie Baum, Bill Giant, Florence Kaye | 1:55     |  |

## Personal
- Elvis Presley - voz
- The Jordanaires - coros
- Rufus Long - flauta
- Ralph Strobel - oboe
- Scotty Moore, Grady Martin, Charlie McCoy - guitarra eléctrica
- Floyd Cramer - piano
- Henry Strzelecki - bajo
- D. J. Fontana, Kenny Buttrey - batería
- Hoyt Hawkins - pandereta
- Gene Nelson - congas

## Posición en listas
| País           | Lista                | Posición |
| -------------- | -------------------- | -------- |
| Estados Unidos | Billboard Pop Albums | 8        |